# 미국 국가안보보좌관
미국 국가안보보좌관(美國國家安保輔佐官, National Security Advisor, NSA)은 미국 대통령을 보좌하는 백악관 비서이다. 미국 국가안전보장회의(NSC)를 총괄 운영한다. NSC 보좌관(NSC advisor)이라고도 부른다.

## 역사
1953년 3월 23일, 드와이트 D. 아이젠하워 대통령은 초대 국가안보보좌관으로 로버트 커틀러를 임명했다. 2021년 현재 제이크 설리번이다. 국가안보 부보좌관은 조나단 파이너이다.
국가안보보좌관 밑에 국가안보 부보좌관, NSC 사무총장이 있다. 대한민국은 국가안보실장이 NSC 회의를 주관한다.
전통적으로 미국 정부의 외교안보 라인은 컨트롤타워인 백악관 국가안보보좌관, 외교 사령탑인 국무장관, 안보 사령탑인 국방장관이 이끌었다.

## 같이 보기
- 미국 국토안보위원회
- H. R. 맥매스터
- 제이크 설리번